# Silence radio (album)
Albums de Serge Teyssot-Gay
On croit qu'on en est sorti
Silence radio est le premier album solo du guitariste français Serge Teyssot-Gay. Toutes les compositions sont de lui. Le guitariste y développe un style violent, appuyé par des instruments très saturés. Il préfigure musicalement les œuvres de Zone libre.   

## Titres de l'album
| No | Titre         | Durée |
| -- | ------------- | ----- |
| 1. | Volcano       | 3:06  |
| 2. | Man Hunt      | 3:48  |
| 3. | Waiting       | 3:55  |
| 4. | Nightmare     | 1:44  |
| 5. | Sun Looms     | 3:06  |
| 6. | Virus         | 4:20  |
| 7. | Earth Shrinks | 2:58  |